# 德卡鲁尔站
德卡鲁尔站是雅万高铁的一座车站，位于印度尼西亚萬隆，于2023年9月7日首次对外开放。

## 车站结构
本站为双岛四线尽头站。
- 站房内部
- 天桥
- 车站站台
- 列车停靠